# Михаил Лазарев
Михаил Петрович Лазарев (рус. Михаил Петрович Лазарев; Владимир, 3. новембар 1788 — Беч, 11. април 1851) је био руски морнарички официр и истраживач, а 1843. је постао и адмирал.

## Образовање и рана каријера
Лазарев је потекао из старе руске племићке породице из области Владимир. 1800. је уписао Руску морнаричку школу. Три године касније послат је у британску флоту, где је остао пет година да учи навигацију. Од 1808. до 1813. Лазарев служи у Балтичкој флоти. Учествовао је у Руско-шведском рату из 1808—1809. и Отаџбинском рату против Наполеона.

## Каријера и истраживања
Прво Лазаревљево опловљавање Земље било је од 1813. до 1816. Бродом Суворов експедиција је пловила од Кронштата до Аљаске. Током тог путовања Лазарев је открио атол Суворов.
Као командант брода Мирни и изасланик Фабијана фон Белингсхаусена на његовом крстарењу светом Лазарев је открио Антарктик, као и бројна острва. 28. јануара 1820. (по грегоријанском календару) експедиција је открила копно Антарктика, долазећи до антарктичке обале на тачки са координатама 69° 21′ 28″ S 2° 14′ 50″ W / 69.35778° Ј; 2.24722° З и видећи тамо ледена поља.
Од 1822. до 1825, Лазарев је опловио Земљу трећи пут на фрегати Крајсер, чинећи значајна истраживања у областима метеорологије и етнографије.

## Ратни распореди
1826. Лазарев је постао командант брода Азов, који је пловио Средоземним морем као део сквадрона под командом адмирала Логина Петровича Гајдена и учествовао је у бици за Наварино 1827. За заслуге током битке Лазарев је добио чин контраадмирала.
Од 1828. до 1829. је био заповедник блокаде Дарданела.
1830. Лазарев се вратио у Кронштат и постао командант морнаричких јединица Балтичек флота. Две године касније постао је шеф особља Црноморске флоте.
Од фебруара до јуна 1833, Лазарев је водио руски сквадрон на Босфор и потписао Мировни уговор Хункар-Искелези са Турском. 1833. Лазарев је постао командант Црноморске флоте, лука на Црном мору, као и војни гувернер Севастопоља и Николајева.

## Утицај и заоставштина
Адмирал Лазарев је био утицајна и у техничким питањима и као ментор млађим официрима. Залагао се за стварање парне флоте, али техничко и економско заостајање Русије било је главна препрека томе. Био је учитељ већем броју руских поморских официра, укључујући и Павела Нахимова, Владимира Корнилова, Владимира Истомина и Григорија Бутакова.
Атол на Великом тихом океану, залив на ушћу реке Амур (далеки исток Русије) и на острву Унимак (на Аљасци), острво у Аралском мору, залив и лука у Јапанском мору, као и друга места—носе Лазаревљево име.
Неколико руских бродова је добило име по Лазареву:
- Лака крстарица наручена за Царску морнарицу 1914, довршена и преименована у Црвени Кавказ после револуције.
- Крстарица класе Свердлов саграђена у раним педеседим годинама 20. века.
- Бојна крстарица класе Киров Фрунце преименована је у Адмирал Лазарев после распада Совјетског Савеза.